# 習志野市立第四中学校
習志野市立第四中学校（ならしのしりつ だいよんちゅうがっこう）は、千葉県習志野市東習志野にある公立中学校。通称は「四中」。

## 沿革
- 1969年4月 - 習志野市立第二中学校から分離、習志野市立第四中学校として創立。
- 2013年8月 - 旧館耐震工事完了
- 2014年8月 - 新館耐震工事完了
- 2016年11月 - 新館トイレ改修工事完了

## 交通
- 京成本線実籾駅下車

## 出身者
- 大北浩士（フリーライター写真家）
- 北嶋秀朗（サッカー選手）
- 布啓一郎（サッカー指導者）
- 立石尚行（プロ野球北海道日本ハムファイターズ元選手）